# Carmelina Sánchez-Cutillas

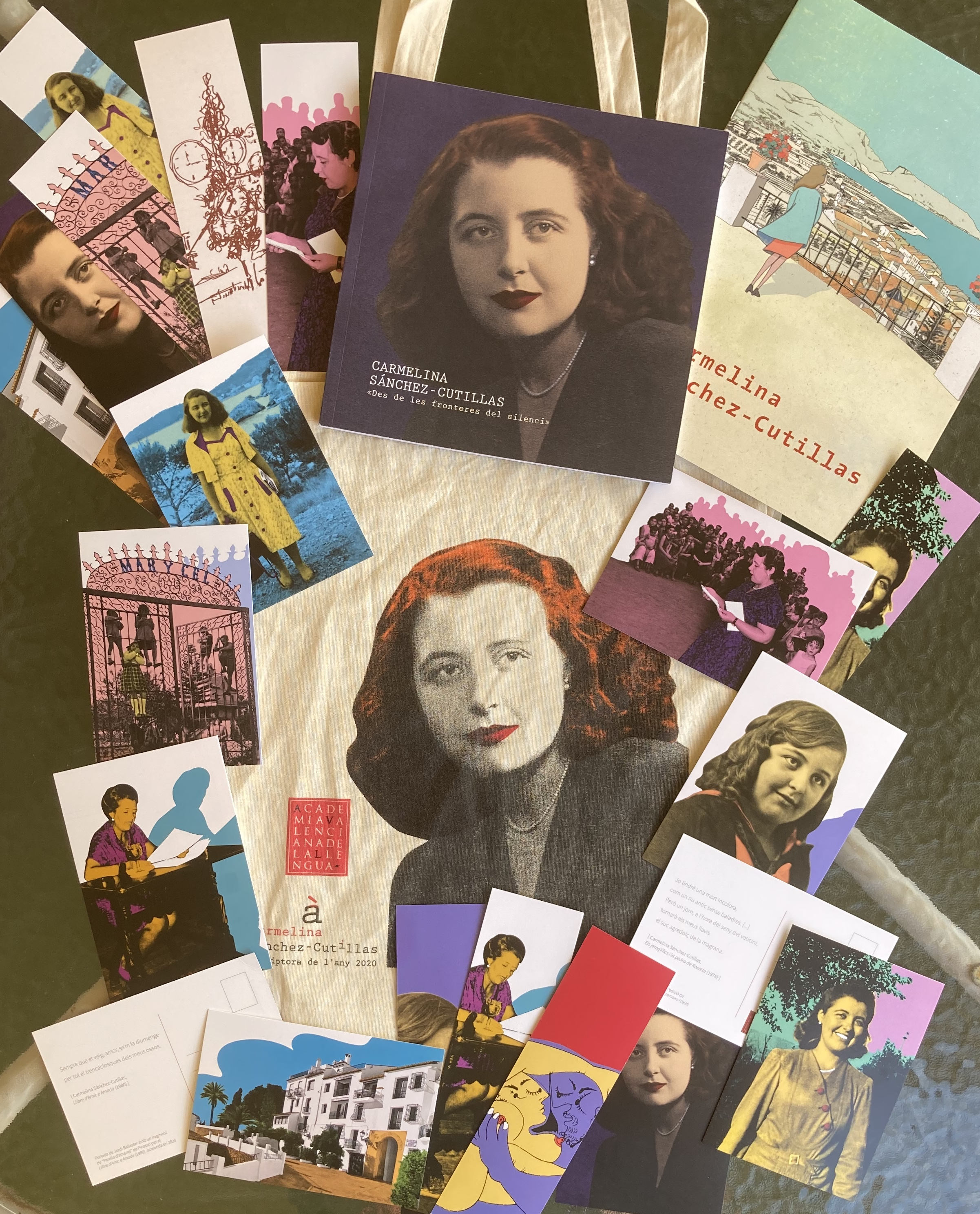
Marketing-Material aus der Benennung von Sánchez-Cutillas zur „Schriftstellerin des Jahres 2020“ der Acadèmia Valenciana de la Llengua

Carmelina Sánchez-Cutillas Martínez (* 23. Juni 1921 in Madrid; †  22. Februar 2009 in Valencia) war eine spanische Historikerin, Dichterin und Schriftstellerin, die in valencianischer und spanischer Sprache schrieb.

## Leben
Lange Zeit wurde davon ausgegangen, Sánchez-Cutillas sei 1927 in Madrid geboren, aber neuere Forschungen haben ergeben, dass ihr tatsächliches Geburtsdatum der 23. Juni 1921 war. Nach einer kurzen Zeit in Barcelona zog ihre Familie dauerhaft in die Stadt Valencia. Ihre Kindheit verbrachte sie in Altea, wo ihr Großvater, der Historiker Francisco Martínez y Martínez, lebte, was großen Einfluss auf ihr Leben als Schriftstellerin und auf ihre Liebe zu Geschichtsbüchern hatte. Sie studierte Philosophie und Kunst an der Universität Valencia und begann bei der Zeitung Levante zu arbeiten, wo sie für die Kulturseiten verantwortlich war und Artikel über historische und literarische Themen schrieb. Zwischen 1954 und 1970 arbeitete sie zusammen mit Beatriu Civera an der Valencia-Beilage Valencia del diario der Zeitung. Sie veröffentlichte auch in weiteren Zeitungen und Zeitschriften wie Assumpta, Sicaina, València Cultural, Pensat i Fet, l’Altar de Russafa, l’Altar del Mercat oder Mare de Dèu de Concentaina.
Neben diesen Artikeln veröffentlichte Sánchez-Cutillas mehrere beachtete und ausgezeichnete Studien zur mittelalterlichen Geschichte und Literatur, sowohl auf Spanisch als auch auf Katalanisch. Besonders erwähnenswert ist ihr in spanischer Sprache verfasstes Werk über den Krieg der beiden Peter zwischen Aragon und Kastilien, das bei den valencianischen Jocs Florals der Kulturgesellschaft Lo Rat Penat mit einem Preis ausgezeichnet und später von La editorial Dalmau in Barcelona in einer katalanischen Fassung veröffentlicht wurde.
1957 veröffentlichte das Instituto de Estudios Alicantinos Sánchez-Cutillas’ Buch über Jakob I. von Aragón, Don Jaime El Conquistador en Alicante. Weitere Abhandlungen entstanden über Isabel de Villena, die Frauen des Mittelalters, die Literatur des Siglo de Oro valenciano (des Goldenen Zeitalters von Valencia im Spätmittelalter), den Heiligen Vinzenz Ferrer und die Entstehung des Theaters. Sánchez-Cutillas war fast 30 Jahre lang in der historischen Forschung tätig und veröffentlichte mehr als hundert Artikel in verschiedenen Medien und erhielt diverse weitere Auszeichnungen.
Die hagiografischen Werke Monografía histórica del Real Monasterio del Puig, Monografía de la Cueva Santa de Altura und Mariología de la Provincia de Alicante erhielten ebenfalls Preise im Rahmen der Jocs Florals von Lo Rat Penat. Sie forschte und veröffentlichte auch über mittelalterliche Literatur, wobei sie sich für die valencianische satirische Schule interessierte.
Als kreative Schriftstellerin schrieb Sánchez-Cutillas zunächst vor allem Gedichte. Sie gehörte zu einer Gruppe valencianischer Nachkriegspoeten, zu der auch Joan Valls, Matilde González Palau, Ana María Ibars Ibars, Vicent Andrés Estellés oder Maria Beneyto zu zählen sind. Ihre ersten Gedichtsammlungen aus den 1950er Jahren sind in spanischer Sprache verfasst: Virazón y Terral sowie Versos para un río muerto, die jedoch keine Beachtung fanden. Erst 1964 war sie mit Un mundo rebelde Preisträgerin bei den Jocs Florals von Lo Rat Penat. Dieses Werk war Finalist für den Premio Valencia de Poesía de la Diputación de Valencia. Auch die University of Kentucky würdigte Un mundo rebelde mit einem Preis. Sánchez-Cutillas bediente sich bei ihrer Lyrik teilweise des Codolada, eines mittelalterlichen erzählenden Versmaßes mit abwechselnden achtsilbigen und viersilbigen Versen, die in der Regel eine humoristische und satirische Geschichte erzählen.
1976 veröffentlichte sie den Roman Matèria de Bretanya, der 1975 mit dem Premio Andrómeda de narrativa, dem Literaturpreis der Valencianischen Gemeinschaft, ausgezeichnet wurde und bei der Leserschaft außerordentlich gut ankam. Daneben war sie die Autorin der Erzählung El llamp i la sageta dels records und des als Abschrift eines mittelalterlichen Textes der Schwester Isabel de Villena ausgestalteten Briefes la reverent e honrada Sor Francina de Bellpuig, monja professa al convent de la Puritat cara cosina nostra (1981).
In Matèria de Bretanya reflektierte sie über die Vergangenheit, über Erinnerungen und Mythologie. Dieses Thema wird in ihrer ehrgeizigsten Gedichtsammlung Els jeroglífics i la pedra de Rosetta (1976) aufgegriffen, in der es immer wieder Verweise auf das mythologische und legendäre Gepäck verschiedener Kulturen gibt. Davor, Mitte der 1960er Jahre, veröffentlichte sie zwei weitere Gedichtsammlungen mit realistischer Ästhetik: Un món rebel (1964) und Conjugació en primera persona (1969). 1980 schließlich veröffentlichte Sánchez-Cutillas eine letzte Gedichtsammlung, Llibre d’amic e amada, die der Ästhetik der Sammlung von 1969 nahe steht. 1997 wurde schließlich als Obra poètica de Carmelina Sánchez Cutillas das Gesamtwerk veröffentlicht.
Nach ihrem Tod mit 82 Jahren 2009 in Valencia wurden 2011 ihre Bibliothek und ihr literarischer Nachlass der Biblioteca Valenciana Nicolau Primitiu übergeben. Der Nachlass enthält unter anderem Entwürfe für weitere geschichtliche Arbeiten zum Beispiel über Jaume Gassull, einen Dichter des 15. Jahrhunderts, Joan Timoneda, einen Schriftsteller des 16. Jahrhunderts, oder zu Joanot Martorell.
Sánchez-Cutillas wurde auf dem Cementeri de Valencia beigesetzt.

## Nachleben
Im Jahr 2008 wurde sie von der Fundación Huguet als „Valenciana des Jahres 2008“ ausgezeichnet und wurde Ehrenmitglied der Asociación de Escritores en Lengua Catalana (AELC), der Vereinigung der Schriftsteller in katalanischer Sprache. Die Academia Valenciana de la Lengua ernannte sie zur „Schriftstellerin des Jahres 2020“.
In der Valencianischen Gemeinschaft sind mehrere Straßen und Gebäude nach ihr benannt. Unter anderem wurden 2010 in Altea und 2021 in Almassora ein Platz mit ihrem Namen eingeweiht und 2011 wurde im Stadtteil Benicalap  von Valencia eine Bibliothek mit ihrem Namen eingeweiht. Im Jahr 2020 wurde im Rahmen einer „Woche der Frauen“ im Rathaus von Massalfassar der Sala Carmelina Sánchez-Cutillas eingeweiht.
2017 wurden zum ersten Mal die Premis Altea de Literatura i Investigació (Literatur- und Forschungspreise der Stadt Altea) ausgeschrieben, die verschiedene Einzelpreise für Arbeiten in valencianischer Sprache vereinen. Der Premio Carmelina Sánchez-Cutillas de Novela y Prosa Creativa (kreativer Roman oder Prosa) ist nach Sánchez-Cutillas benannt, der Premio de Ensayo e Investigación Francisco Martínez y Martínez (Forschungsstudien) nach ihrem Großvater.

## Werke (Auswahl)
Sachliteratur
- Don Jaime el Conquistador en Alicante. Instituto de estudios alicantinos, Alicante 1958 (spanisch).
- Lletres closes de Pere el Cerimoniós endreçades al Consell de València. Rafael Dalmau, Barcelona 1967, ISBN 978-84-232-0574-5.
- La fàbrica vella, dita de murs i valls. In: La corona de Aragon en el siglo XIV. Band 2, 1970, ISBN 84-500-5640-3, S. 199–220.
- Francisco Martínez y Martínez. Un humanista alteano (1866–1946). Caja de Ahorros Provincial de Alicante y Valencia, Alicante 1974, ISBN 978-84-500-1081-7.

Lyrik
- Un món rebel. Successor de Vives Mora, València 1964.
- Conjugació en primera persona. Successor de Vives Mora, València 1969.
- Els jeroglífics i la pedra de Rosetta. Editorial Tres i Quatre, València 1976.
- Llibre d’amic i amada. Fernando Torres, València 1980.
- Obra poètica (1970–1980) (Anthologie). Generalitat Valenciana, València 1997.
- Trenta poemes, Antologia bilingüe, editada y traducida al castellano por Lluís Alpera. Instituto Alicantino de Cultura Juan Gil-Albert, Alicante 2000, ISBN 84-7784-369-4 (lluisvives.com).

Erzählungen
- Matèria de Bretanya. Editorial Tres i Quatre, València 1975.
- El llamp i la sageta dels records. In: L’Espill. Nr. 1-2, 1979, ISSN 0210-587X, S. 197–205.
- A la reverent e honrada Sor Francina de Bellpuig, monja professa al convent de la Puritat e cara cosina nostra. (Apokrypher Brief in altkatalanischer Sprache der „Schwester Isabel de Villena“ (València, 1430-1490)). In: Cairell. 1981 (clasicasymodernas.org [PDF]).[22]